# Duttenstedt
Duttenstedt è una località della Germania, frazione (Ortsteil) del comune di Peine, nel land della Bassa Sassonia.

## Storia
Già comune autonomo nel circondario di Braunschweig, fu soppresso e incorporato a Peine il 1º marzo 1974.